# Juan de Acuña Enríquez
Juan de Acuña Enríquez (m. 1528), ricohombre y noble español que ostentó el título de III conde de Buendía.

## Vida y entorno familiar
Era hijo segundogénito de Lope Vázquez de Acuña, II conde de Buendía, e Inés Enríquez de Quiñones, hermanastra de Juana Enríquez, madre del rey Fernando el Católico, pues ambas descendían del almirante de Castilla Fadrique Enríquez.
Siendo segundo hijo de Lope Vázquez de Acuña, fue la muerte de su hermano Fernando lo que le permitió acceder al mayorazgo familiar sin problemas. El 25 de octubre de 1488, Juan jura por bueno el testamento de su padre y se convierte, de esa forma, en heredero de sus propiedades, títulos, mercedes, privilegios, prerrogativas y dignidades. Los Reyes Católicos, por una real cédula fechada el 25 de marzo de 1489, confirmaron la sucesión «acatando los buenos y muchos servicios que nos fizo vuestro padre, D. Lope Vázquez de Acuña, é por lo esperamos que, de aquí en adelante, vos nos faréis; é por alguna enmienda é remunera dellos».
Desde entonces, Juan de Acuña fue el tercer conde de Buendía y señor de una serie de villas entre las cuales se destacaban Dueñas, Tariego, Valle, Renedo, Anguix, Castrillo de Onielo y Cubillas de Cerrato. A lo largo de su vida acumuló diversos cargos y dignidades: adelantado mayor de Cazorla, guardamayor del rey Fernando, doncel de la reina Isabel la Católica y entregador de mestas y cañadas.

## Levantamiento antiseñorial de 1 de septiembre de 1520
Debido a su deficiencia mental, vivió apartado de la Corte, retirado en su señorío de Dueñas, por lo que no tomó parte de ningún hecho de armas de la época, aunque tuvo una pequeña implicación en la guerra de las Comunidades de Castilla, cuando sus vasallos de Dueñas se amotinaron contra él en la noche del 1 de septiembre de 1520 y lo expulsaron de la villa. Y, así, un grupo fuertemente armado de vecinos, capitaneados por Pedro Niño, se dirigió a la llamada «plazuela de las tercias» y penetró violentamente en el palacio del conde y la condesa de Buendía, sin escuchar las suplicas de Luis de Acuña y sirviéndose de un postigo abierto por Rodrigo Niño, hijo del líder de los asaltantes. Los condes fueron hechos prisioneros y llevados a la vivienda de Alonso de Dueñas, donde firmaron bajo amenazas una carta al alcaide de alcázar para que hiciese entrega de la fortaleza a los sublevados. Ejecutado esto, la Comunidad confió la estratégica fortificación a Gaspar de Villadiego. A Pedro Niño se le hizo entrega de la vara de alcalde, quien seguidamente eligió nuevos regidores, diputados, escribanos, alguaciles y cuadrilleros; prohibió que se acudiese a los condes con las rentas y publicó ordenanzas sobre el peso, el derecho de huéspedes y la recaudación de tributos; expulsó, en fin, de la villa a sus antiguos señores, los cuales vivieron sucesivamente, durante el forzoso exilio, en Cubillas de Cerrato, Cigales y Palenzuela. 
Tras haber tomado el control de la villa, en la casa de Pedro de Palencia, escribano de la Comunidad, se prepararon misivas a las principales ciudades —entre ellas Palencia y Valladolid—, en las cuales se demandó ayuda y justificó el levantamiento con los agravios recibidos por parte de su señor. No obstante, este suceso, que causó una gran conmoción en Castilla, fue denunciado por el conde, que el día 9 de septiembre elevó al rey una doble petición, por la cual solicitaba la inhibición de los fiscales reales en su pleito contra Dueñas y demandaba la necesaria orden real para que la villa se redujese a su obediencia.

## Enfermedad mental y pleito de sucesión
Es conocida su aparente deficiencia mental, que el estudio de Abilio Burgos de Pablo cataloga con alta probabilidad como un síndrome esquizofrénico leve, caracterizado por una temporada de calma y subsiguientes estados de alteración. En 1506, un escrito de su hermano Pedro solicita a la reina Juana el permiso para administrar la hacienda del conde, puesto que «es furioso y mentecato [y] tiene defectos de juicio natural». Para apoyar su pretensión, menciona algunas incidencias: era agresivo y había que encerrarlo, sin armas a su alcance o con vigilancia, para evitar que hiciese daño a las personas, no podía llevarse la comida a la boca, había dicho que era moro y que se comunicaba con poderes sobrenaturales, una vez se tiró a un pozo sin agua y no quería salir porque decía encontrarse como en el mismísimo paraíso terrenal, entre otras. Pedro afirma que sus trastornos habían comenzado a la edad de ocho años, si bien es cierto que se trataban de episodios temporales de locura y luego recuperaba la razón.
El pleito para arrebatarle la administración de los bienes al conde, supuestamente inhabilitado por su estado mental, llegó hasta el reinado de Carlos I. Los testigos presentados por el conde contradijeron a la parte de su hermano Pedro y afirmaron de él que era un hombre cabal y correcto, que ayudaba a los necesitados y era protector de la iglesia mayor, del convento de san Agustín y del hospital de Santiago Apóstol de Dueñas. Por su parte, la comisión formada por el conde de Benavante y el señor de Montalbán respaldaron a Juan de Acuña y pidieron que no se de lugar a la solicitud de su hermano Pedro. No obstante, el pleito continuó hasta la muerte del conde, en 1528, aunque tras el fallecimiento de su mujer en 1526 se nombró como tutor a su hermano Pedro de Acuña, futuro IV conde de Buendía.

## Matrimonio y descendencia
Juan de Acuña contrajo matrimonio con María López de Padilla, hija del adelantado mayor de Castilla, Pedro López de Padilla, y su esposa Isabel Pacheco. Con ella tuvo a:
- Catalina de Acuña (1511-1541), que nació también con deficiencias mentales y murió en 1541.[11]Dada la incapacidad de su marido, su madre nombró como tutor de su hija a su primo Fadrique Enríquez de Velasco, IV almirante de Castilla, a través de su testamento, otorgado en Dueñas el 17 de febrero de 1511 cuando todavía se encontraba embarazada.